# AD-mix

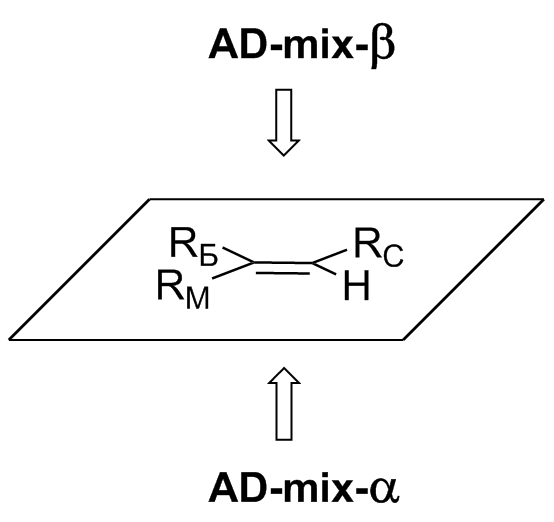
Избирательное действие смесей AD-mix

AD-mix — общее название двух смесей реагентов, предназначенных для проведения асимметрического дигидроксилирования по Шарплессу. Различают смеси AD-mix-α и AD-mix-β, которые отличаются пространственным строением входящего в них хирального лиганда и позволяют, соответственно, стереоселективно окислять алкены до диолов лишь с одной стороны плоскости двойной связи.
Данные смеси были разработаны группой К. Б. Шарплесса в 1992 году для упрощения проведения открытой им реакции в миллимолярном масштабе.

## Состав
Каждая из смесей состоит из четырёх компонентов: гексацианоферрата(II) калия, карбоната калия, тетрагидроксодиоксоосмат(VI) калия и лиганда на основе фталазина и дигидрохинина (для смеси α) либо дигидрохинидина (для смеси β). В таблице приведён состав смесей массой 1,4 г, который позволяет окислить 1 ммоль алкена. Сама смесь приготавливается путём растирания осмата калия и хирального лиганда в мелкий порошок, который затем добавляется к порошкообразному гексацианоферрату(II) калия и карбонату калия, после чего вся смесь измельчается блендером и упаковывается для хранения в сухом месте.
| Компонент    | AD-mix-α              | AD-mix-β              | Комментарии |
| ------------ | --------------------- | --------------------- | --- |
| K3Fe(CN)6    | 0,98 г (3 ммоль)      | 0,98 г (3 ммоль)      | Компонент является вторичным окислителем, регенерирующим катализатор после каждого цикла окисления алкена.                          |
| K2CO3        | 0,41 г (3 ммоль)      | 0,41 г (3 ммоль)      | Необходим для создания основных условий.                                                                                            |
| K2OsO2(OH)4  | 0,74 мг (0,002 ммоль) | 0,74 мг (0,002 ммоль) | Компонент выступает источником каталитических количеств тетраоксида осмия, который является непосредственным окислителем в реакции. |
| (DHQ)2-PHAL  | 7,8 мг (0,01 ммоль)   | —                     | Хиральный лиганд ускоряет реакцию дигидроксилирования алкена и выступает стереонаправляющим компонентом реакции.                    |
| (DHQD)2-PHAL | —                     | 7,8 мг (0,01 ммоль)   | Хиральный лиганд ускоряет реакцию дигидроксилирования алкена и выступает стереонаправляющим компонентом реакции.                    |

## Строение хиральных лигандов
Лиганды синтезируются из дихлорзамещённого фталазинового линкера и дигидрохинина либо дигидрохинидина в виде свободных оснований в присутствии карбоната калия.

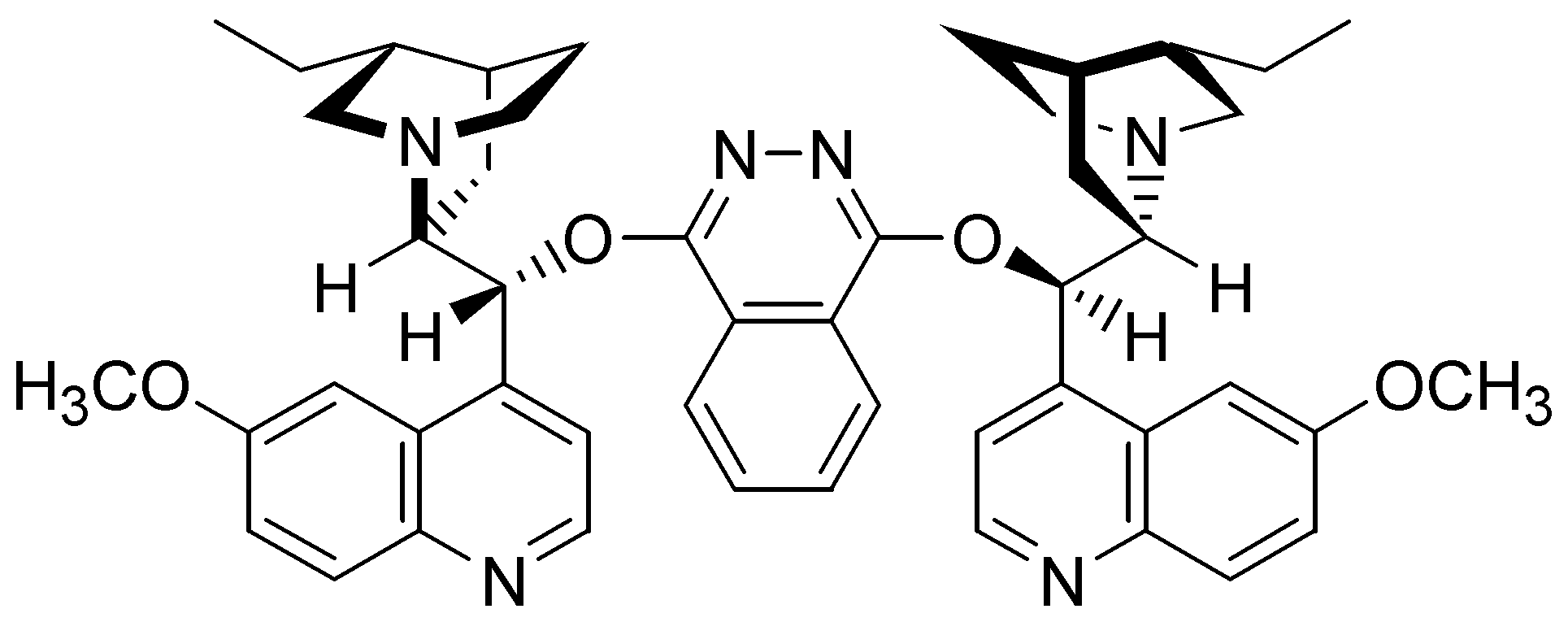
(DHQ)2-PHAL
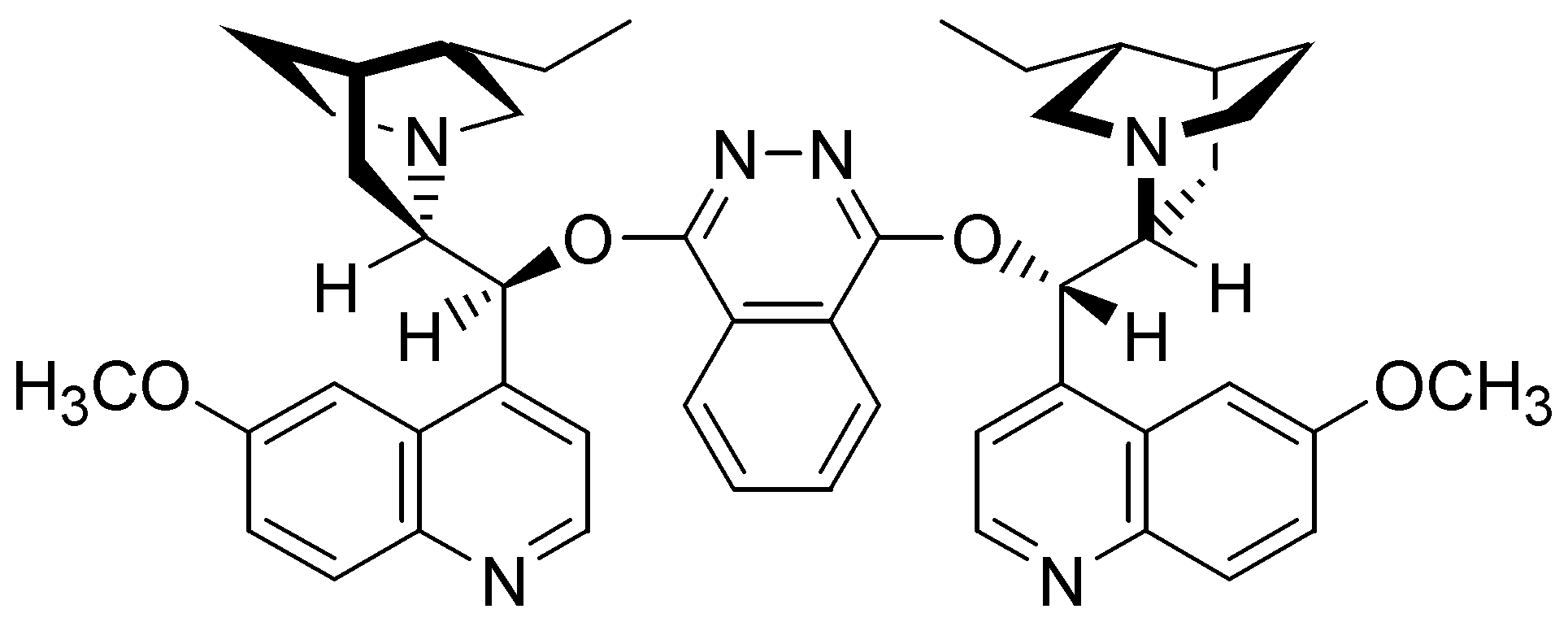
(DHQD)2-PHAL

## Безопасность
Смеси AD-mix-α и AD-mix-β вызывают раздражение кожи и серьёзное раздражение глаз, а также могут вызывать раздражение дыхательных путей. При работе с ними необходимо избегать вдыхания мелких частиц, а при попадании в глаза тщательно промыть их водой.
- H-фразы: H315, H319, H335
- P-фразы: P261, P305+P351+P338
- R-фразы: R22, R32, R36/37/38
- S-фразы: S26
- Сигнальное слово: Осторожно[3][4].